# Wolfgang Mattes
Wolfgang Mattes (* 1949) ist ein deutscher Pädagoge und Schulbuchautor.
Mattes war Fachleiter für Pädagogik und Didaktik am Staatlichen Studienseminar für das Lehramt an Realschulen Trier und war bis zum Sommer 2010 Lehrer an der Ludwig-Simon-Realschule in Trier. Er gehörte zum Autorenkreis des Geschichtsbuches von...bis (Schöningh Verlag) und ist zusammen mit Hans-Jürgen Lendzian Herausgeber des Geschichtsbuches Zeiten und Menschen (Schöningh Verlag).

## Schriften
- Politik erleben. Sozialkunde. Paderborn 1999
- Team. Arbeitsbuch für den Politikunterricht. Paderborn 1999
- Methoden für den Unterricht. 75 kompakte Übersichten für Lehrende und Lernende. Schöningh, Paderborn 2002, ISBN 978-3-14-023815-1
- Routiniert planen – effizient unterrichten. Ein Ratgeber. Schöningh, Paderborn 2006, ISBN 978-3-14-023810-6

| Personendaten    | Personendaten                         |
| ---------------- | ------------------------------------- |
| NAME             | Mattes, Wolfgang                      |
| KURZBESCHREIBUNG | deutscher Pädagoge und Schulbuchautor |
| GEBURTSDATUM     | 1949                                  |